# Los Saicos
Los Saicos est un groupe de rock péruvien, originaire de Lince, un quartier de Lima. Le groupe est considéré par les médias locaux et internationaux comme l'un des précurseurs du punk rock,,,,.

## Biographie

### Formation et débuts (1960–1963)

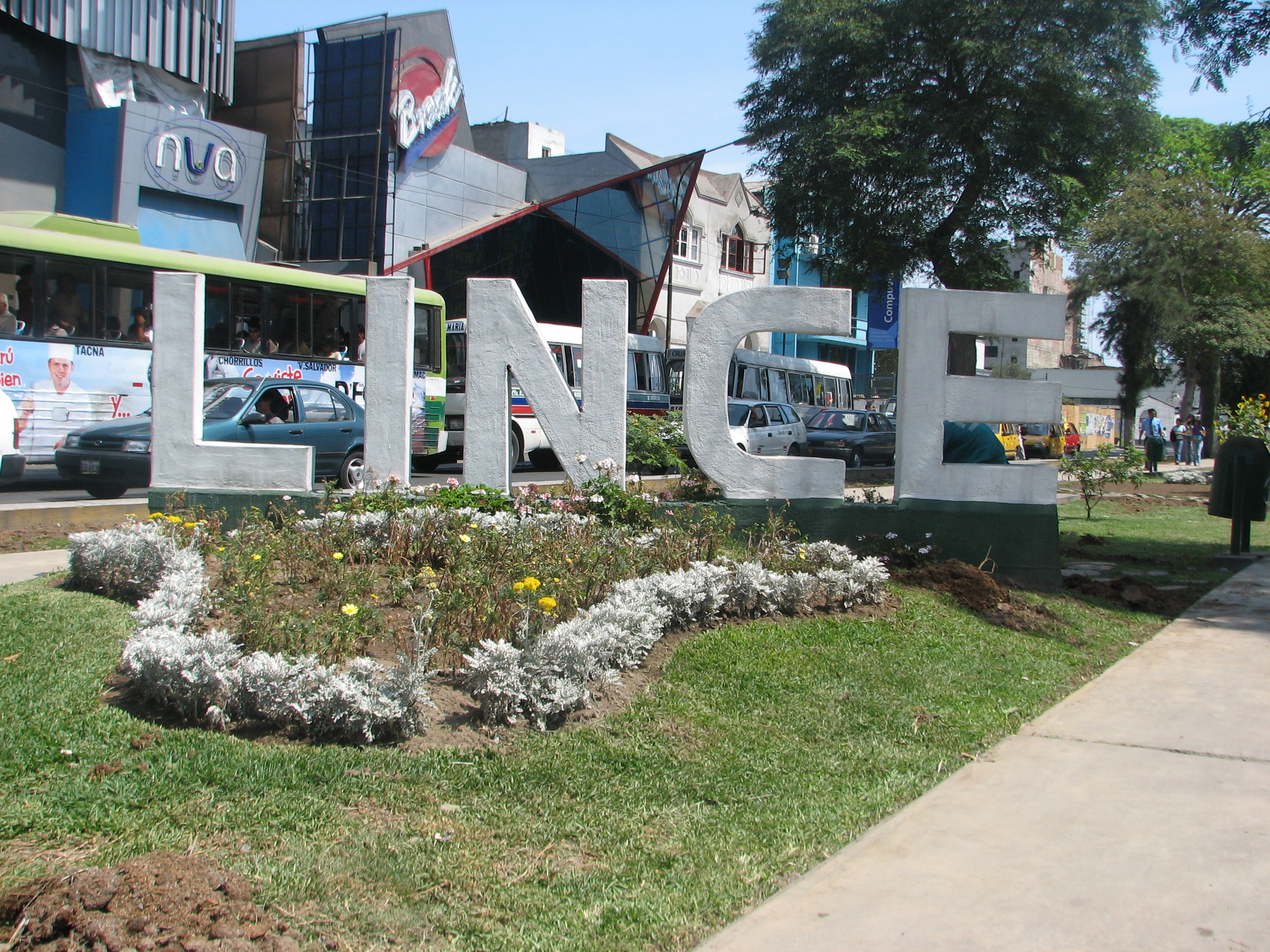
District de Lince, d'où sont originaires Los Saicos.

À l'été 1960, Erwin Flores, César Augusto « Papi » Castrillón et Francisco « Pancho » Guevara, se rencontrent dans un groupe de rock de Lince, appelé Los Cometas, coordonné par Sergio Vergara, un DJ qui a travaillé à Radio Victoria, faisant quelques sessions de rock 'n' roll.
La première fois que Papi, Pancho et Erwin se sont rencontrés, c'était dans un parc alors qu'ils faisaient l'école buissonnière. César faisait une tournée et avait une voix très mélodieuse. Pancho l'accompagnait au rythme avec une paire de bâtons qu'il utilisait comme baguettes. Après avoir fini, Erwin part à leur rencontre et entame la conversation. Ils se découvrent une passion commune pour la musique. Ils commencent plus tard à se fréquenter ; Papi (Cesar Castrillón) fait appel à Rolando « El Chino » Carpio (qui a joué avec Frank Privette, des Los Steivos) et se réunissent pour écouter des chansons.
En 1962, Erwin part au Brésil pour étudier l'économie et en 1964, il revient au Pérou avec une guitare électrique et l'intention de former un groupe de rock 'n' roll. Il décide de continuer avec la guitare rythmique. Concernant les origines du nom de Los Saicos : c'est lors d'une répétition en 1964 qu'Erwin propose Los Sádicos (Les Sadiques), mais les membres refusent car trop agressif pour l'époque. Après réflexion, ils décident d'enlever le « D » pour devenir les Saicos.

### Popularité et succès (1964–1966)
Pendant les années 1960, la grande majorité des groupes essayent d'imiter le style des groupes britanniques comme les Beatles et chantent en anglais. Cependant, les Saicos ne suivent pas cette ligne, et décident de chanter leurs propres morceaux en espagnol. Ils enregistrent seulement deux chansons en anglais à leurs débuts : Come on, et Lonely Star.
L'une de leurs premières prestations se déroule à la fin 1964, au célèbre Centro Histórico de Lima, un bar local immortalisé dans l'œuvre Conversación en La Catedral. Pendant ce concert, les musiciens rencontrent d'autres rockeurs dans le style colérique comme Jean Paul « El Troglodita », qui a parfois joué avec Enrique Pastor (plus tard batteur pour Los Steivos), et des compositeurs comme Mario Vargas Llosa et Juan Gonzalo Rose, qui fréquentait ces lieux nocturnes. Ils participent au festival de Cacodispe, organisé à l'ancien Cine Tauro, où ils font la rencontre de Rebeca Llave, du label Dis-Perú. Ils jouent leur morceau Come on, à l'émission animée par Guido Monteverde, sur la chaine péruvienne Canal 9. À la fin de leur prestation, ils reçoivent le prix symbolique du « mejor de la semana ». Par la suite, ils apparaissent sans discontinuer dans les émissions diffusées sur Panamericana Televisión ; El Hit de la Una, La Escalera del Triunfo et Cancionísima, avec Pablo de Madalengoitia, sur Canal 5.
Après le succès de leur morceau Demolición, ils sont invités sur les plateaux de télévision, et alternent en jouant sur les Canal 5 et 4, puis deux fois par semaine à leur propre émission, El show de Los Saicos. Ils sortent ensuite cinq 45 tours enregistrés avec Dis-Perú, les trois premiers étant Come On, Ana, Demolition, Lonely Star, Straitjacket et Cemetery. Les faces A sont axées dans un style anarchiste avec Erwin au chant, et les faces B font participer César Castrillón au chant. Au total, ils enregistreront douze morceaux dont six singles promotionnels.
Te amo/Fugitivo de Alcatraz et Salvaje/El Entierro de los gatos sont enregistrés aux studios de Sono Radio, au Cine Coloso situé à La Victoria, à la fin 1965, endroit dans lequel leurs compositions s'améliorent significativement. En 1966, ils quittent Dis-Perú, leur label de prédilection. Ils signent avec IEMPSA, qui les annoncent comme groupe exclusif, mais le groupe finit par retomber dans l'anonymat et se sépare.

### Retours sur scène (depuis 2010)
En 1999, le label espagnol Electro-Harmonix sort l'album non officiel Wild Teen Punk from Perú 1965, qui compile leurs six 45 tours, enregistrés par le groupe dans les années 1960. Quelques mois après la sortie de cette compilation, la scène punk espagnole remarquera que les Saicos était en réalité un groupe de garage rock fondamental et agressif — originaire ni des États-Unis, ni de l'Angleterre — mais du Pérou.
En 2002, le fanzine Sótano Beat apprend que l'un des membres des Saicos vivait encore dans le même quartier d'où venait le groupe, et c'est ainsi qu'il fera une interview de Rolando Carpio, le premier guitariste du groupe, qui suscitera encore quelques doutes. Ils pensaient le groupe enterré lorsque, peu de temps après, Erwin Flores, chanteur du groupe, réapparait, suivi par César Castrillón (basse et voix) et Pancho Guevara (batterie). 
En 2005, Rolando Carpio décède. L'année suivante, la municipalité de Lince décide de placer une plaque commémorative dans la rue d'où le groupe, considéré comme pionnier du punk rock est originaire ; même si certains spécialistes les considèrent comme protopunk. Le lendemain, à un concert du groupe Manganzoides dans un bar à Barranco, Erwin Flores endosse de nouveau le rôle de chanteur et, après quatre décennies, chante leur morceau classique Demolición. Différentes rumeurs se répandent selon lesquelles le groupe pourrait éventuellement se reformer. C'est ainsi que la « Saicomanía » émerge pour la deuxième fois, et est honoré par des groupes péruviens et étrangers tels que Café Tacvba,, et Franz Ferdinand.
Le 26 mars 2010, 45 ans après leur dernier concert, Erwin Flores, César Castrillón et Pancho Guevara se réunissent à Lima (avec le soutien de Chino Burga et Carlos Vidal, tous deux du groupe local La Ira de Dios), Cementerio, Camisa de fuerza, Ana, El Entierro de los gatos et Demolición. La réunion se tient dans le cadre d'un concert qui a clos une conversation sur le rock latino-américain au sein de l'Asociación Peruano-Británico de Miraflores. Plus tard, les Saicos se reforment à Benidorm, en Espagne, leur première présentation hors du Pérou. Ils participent à la sixième et dernière édition du Funtastic Festival le 10 octobre 2010. L'accueil du public est électrique.
Le 19 février 2011, le groupe lance Saicomanía, un documentaire réalisé par Héctor Chávez et produit par Jose Beramendi qui retrace l'histoire du groupe. L'attente à Lima pour voir ce documentaire et les Saicos eux-mêmes est telle que les tickets se vendent en 40 minutes. Le documentaire est montré plus tard au public à San Francisco, en présence de Jello Biafra des Dead Kennedys. En juillet 2011, ils partent pour le Mexique pour une présentation et discutent de la sortie éventuelle d'un nouvel album disque possible. En décembre, le groupe se rend en Argentine (pays aux plus grandes racines rock traditionnel de tout le continent) effectuant deux présentations. À leur arrivée dans ce pays, ils doutent quant à la possibilité qu'ils aient été les premiers à populariser le rock en espagnol avec sa propre identité,,. En décembre 2011, en Espagne, le Diccionario de Punk y Hardcore (España y Latinoamérica) publié par la Fundación Autor et coordonné par la maison d'édition Zona de Obras, souligne Los Saicos comme pionniers du punk rock avant les Sex Pistols et Ramones.
Le 7 septembre 2013, le groupe se produit au Festival Lima Vive Rock, organisé par la municipalité de Lima et où ils sont honorés. En mai 2015, Pancho Guevara, batteur original des Saicos, décède.

## Postérité
Toute la production enregistrée par le groupe est diffusée sur format CD, par le label péruvien Repsychled en 2006, dont une grande partie a été remasterisée à partir des bandes originales.
À Lima, le 26 mai 2006, les membres du groupe reçoivent une médaille civique pour leurs contributions dans le domaine musical, une plaque dédiée à leur nom. En plus de son succès considérable au Pérou pendant son apogée dans les années 1960 jusqu'aux dernières années, ils sont reconnus comme pionniers du protopunk. Son style musical et ses paroles, ont anticipé le mouvement punk avant qu'il ne se popularise dans les années 1970 .

## Discographie

### Singles
- 1965 : Come On / Ana - Dis Perú
- 1965 : Demolición / Lonely Star - Dis Perú
- 1965 : Camisa de fuerza / Cementerio - Dis Perú
- 1965 : Te Amo / Fugitivo de Alcatraz - Dis Perú
- 1965 : Salvaje / El Entierro de Los Gatos - Dis Perú
- 1966 : Besando a Otra / Intensamente - El Virrey

### Compilations
- 1999 : Wild Teen Punk from Perú 1965 (1999) - Electro-Harmonix
- 2006 : Saicos (2006) - Repsychled Records
- 2010 : ¡Demolición! - The Complete Recordings - Munster Records